# Elena Bondar
Elena Bondar, född den 6 november 1958, är en rumänsk roddare.
Hon tog OS-brons i åtta med styrman i samband med de olympiska roddtävlingarna 1980 i Moskva.